# Groß Kiesow
Groß Kiesow er en by og en kommune i Amt Züssow i den nordlige del af Landkreis Vorpommern-Greifswald i den tyske delstat Mecklenburg-Vorpommern.

## Geografi
Groß Kiesow ligger omkring 15 kilometer sydøst for Greifswald og ni kilometer nordvest fort Züssow. Den nordlige del af kommunen er dækket af skov, mens den sydlige del er et relativt fladt landbrugsområde. Det er et højdedrag skabt af istiden der ligger mellem 40 og 47 meter over havet, hvilket er væsentligt over højden i de omliggende kommuner. Der er hverken søer eller vandløb i kommunen, kun enkelte damme og moser, blandt andet i overgangen til skoven mod nord, og her er enkelte afvandingskanaler.

### Inddeling
I kommunen ligger ud over Groß Kiesow landsbyerne
- Dambeck
- Groß Kiesow-Meierei
- Kessin
- Klein Kiesow
- Krebsow
- Sanz (Hof I, III, IV, V, VI, VII, Försterei)
- Schlagtow
- Schlagtow-Meierei
- Strellin

## Eksterne kilder og henvisninger
- Wikimedia Commons har flere filer relateret til Groß Kiesow
- Kommunens side  på amtets websted
- Befolkningsstatistik mm Arkiveret 13. november 2017 hos  Wayback Machine